# Jouko Lindgren
Jouko Rainer Lindgren (* 15. April 1955 in Helsinki) ist ein ehemaliger finnischer Segler.

## Erfolge
Jouko Lindgren nahm an den Olympischen Spielen 1980 in Moskau in der 470er Jolle teil. Gemeinsam mit Georg Tallberg belegte er den dritten Platz hinter Eduardo Penido und Marcos Soares sowie Jörn Borowski und Egbert Swensson. Sie erhielten dank einer Gesamtpunktzahl von 39,7 Punkten die Bronzemedaille.
Auch seine Söhne Niklas und Joonas Lindgren starteten – mehrfach – bei olympischen Segelregatten.